# Isonandra lanceolata
Isonandra lanceolata là một loài thực vật có hoa trong họ Hồng xiêm. Loài này được Wight mô tả khoa học đầu tiên năm 1840.